# Evropská dálková trasa

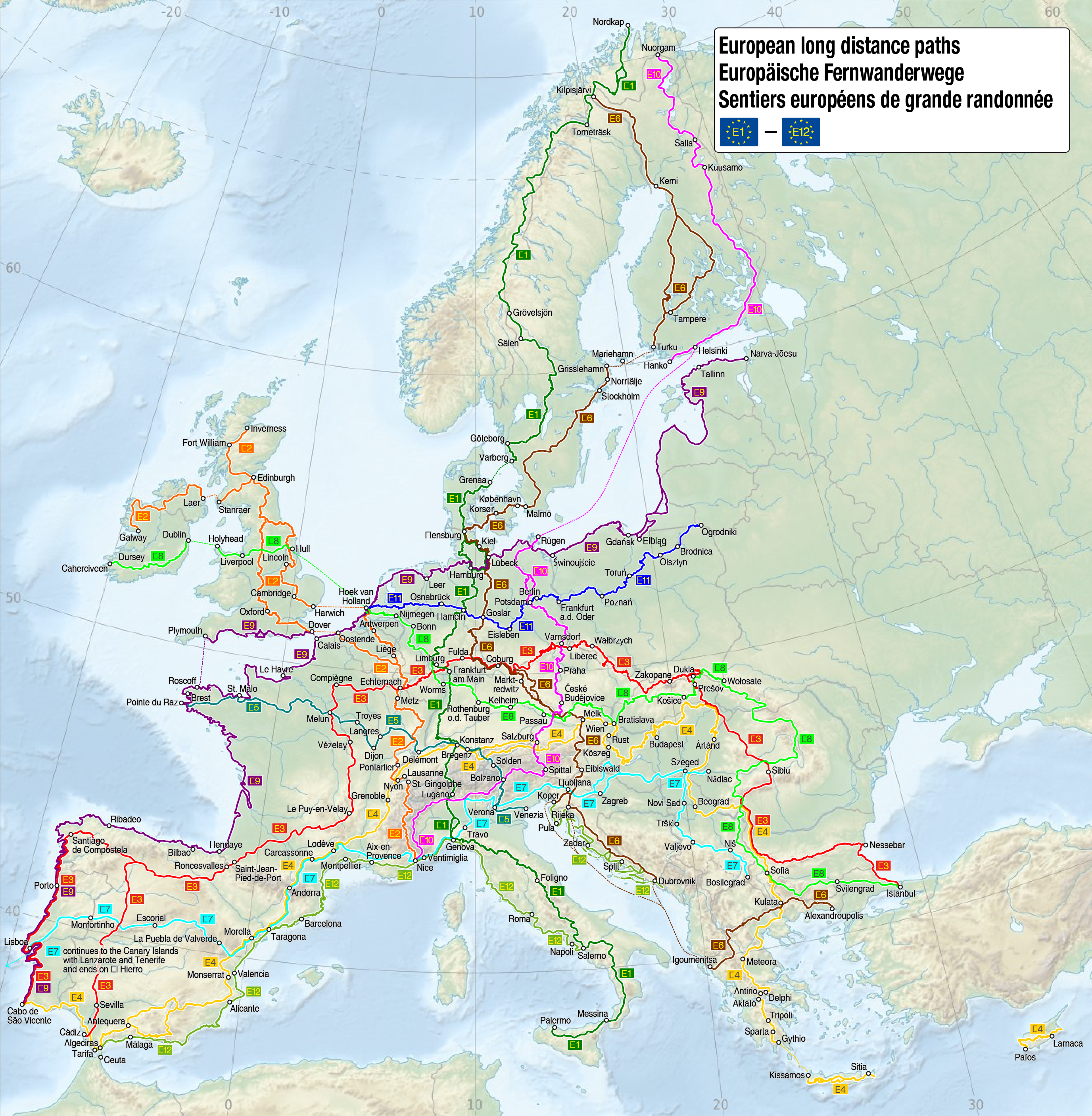
Mapa evropských dálkových tras

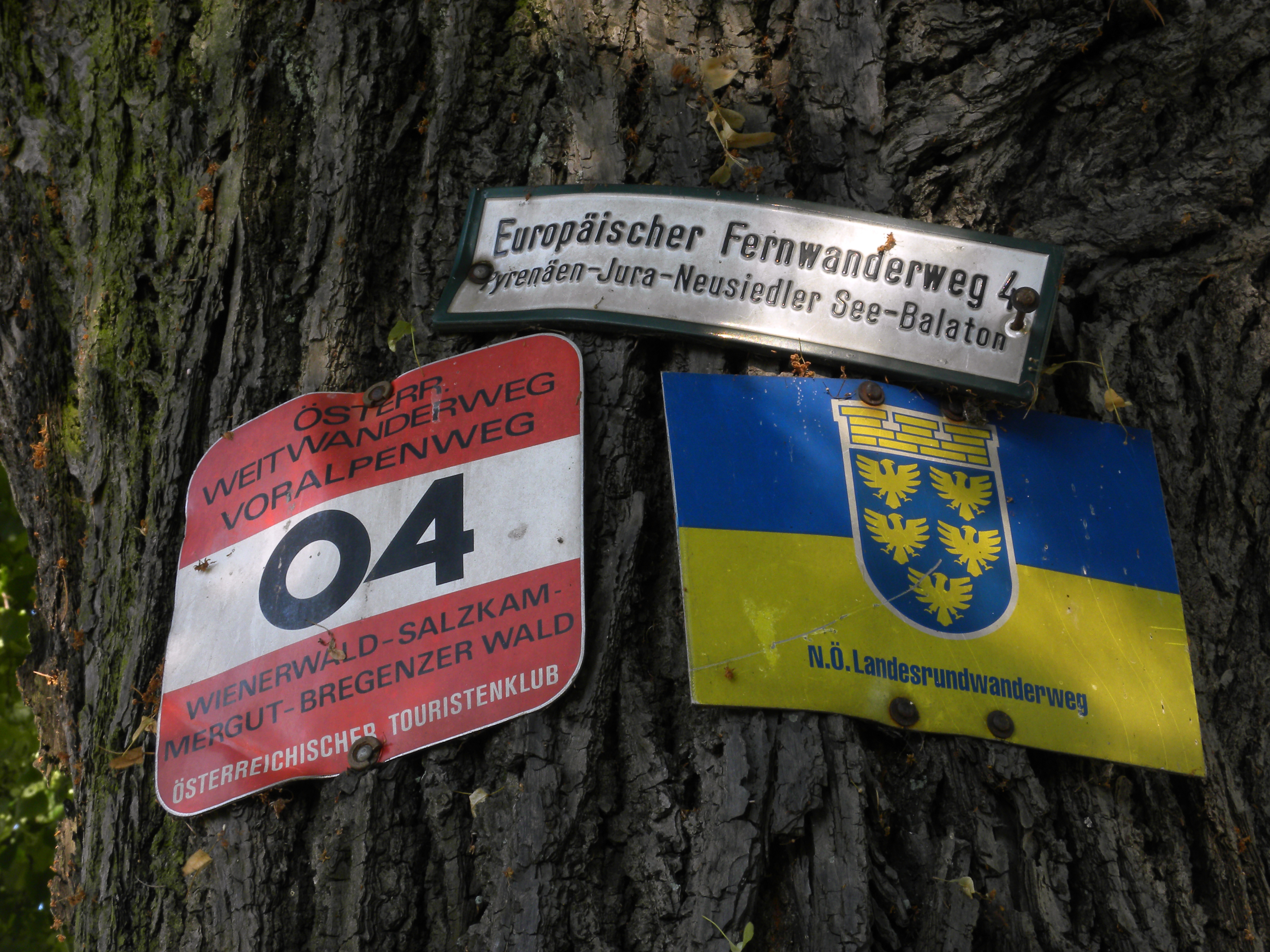
Značení dálkové trasy E4 v Rakousku

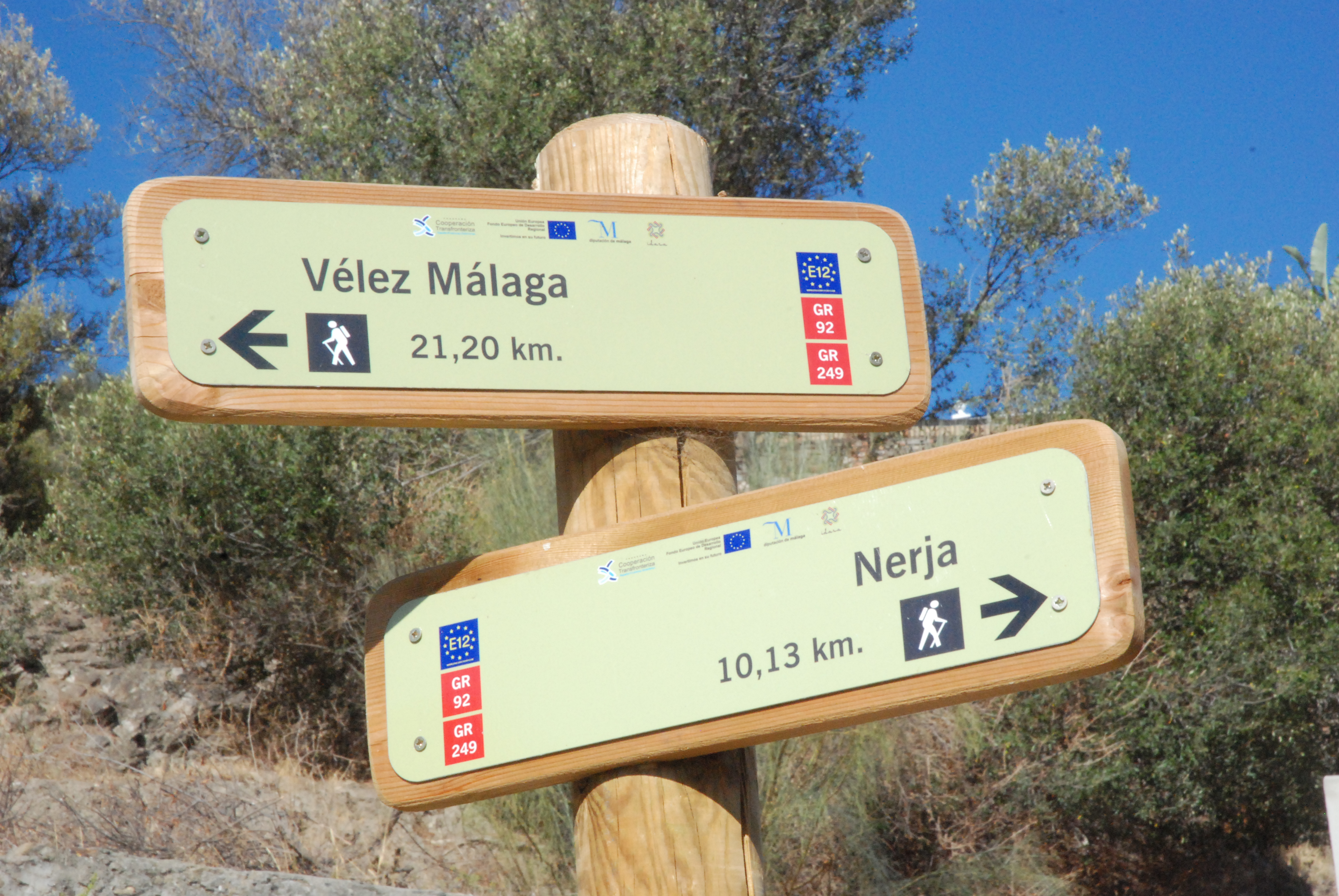
Značení dálkové trasy E12 ve Španělsku

Evropské dálkové trasy jsou síť turistických značených pěších cest celoevropského významu. Evropská asociace turistických klubů si při svém založení v roce 1969 vytkla za cíl vytvořit mezinárodní evropskou síť turistických tras. Členy asociace jsou turistické svazy a spolky většiny evropských zemí. V současné době se síť skládá z 12 tras E1 až E12 a měří více než 65 000 kilometrů napříč Evropou. Trasy obecně propojují a využívají stávající národní a místní značení a trasy. 

Některé z těchto tras nejsou doposud vyznačené nebo jsou značené jen velmi nedostatečně. Ve střední Evropě jsou tyto cesty většinou dobře vyznačeny. Českou republikou procházejí evropské trasy E3 (podél severní hranice) a E10 (severojižně mezi Lužickými horami a Šumavou), které se protínají poblíž Jedlové v Lužických horách. Kratšími úseky zasahují na území republiky trasy E6 v Českém lese a E8 v Podyjí. V České republice je k vyznačení využito běžného pásového turistického značení, na jehož směrových tabulkách je navíc v barevném hrotu uvedeno číslo evropské trasy.

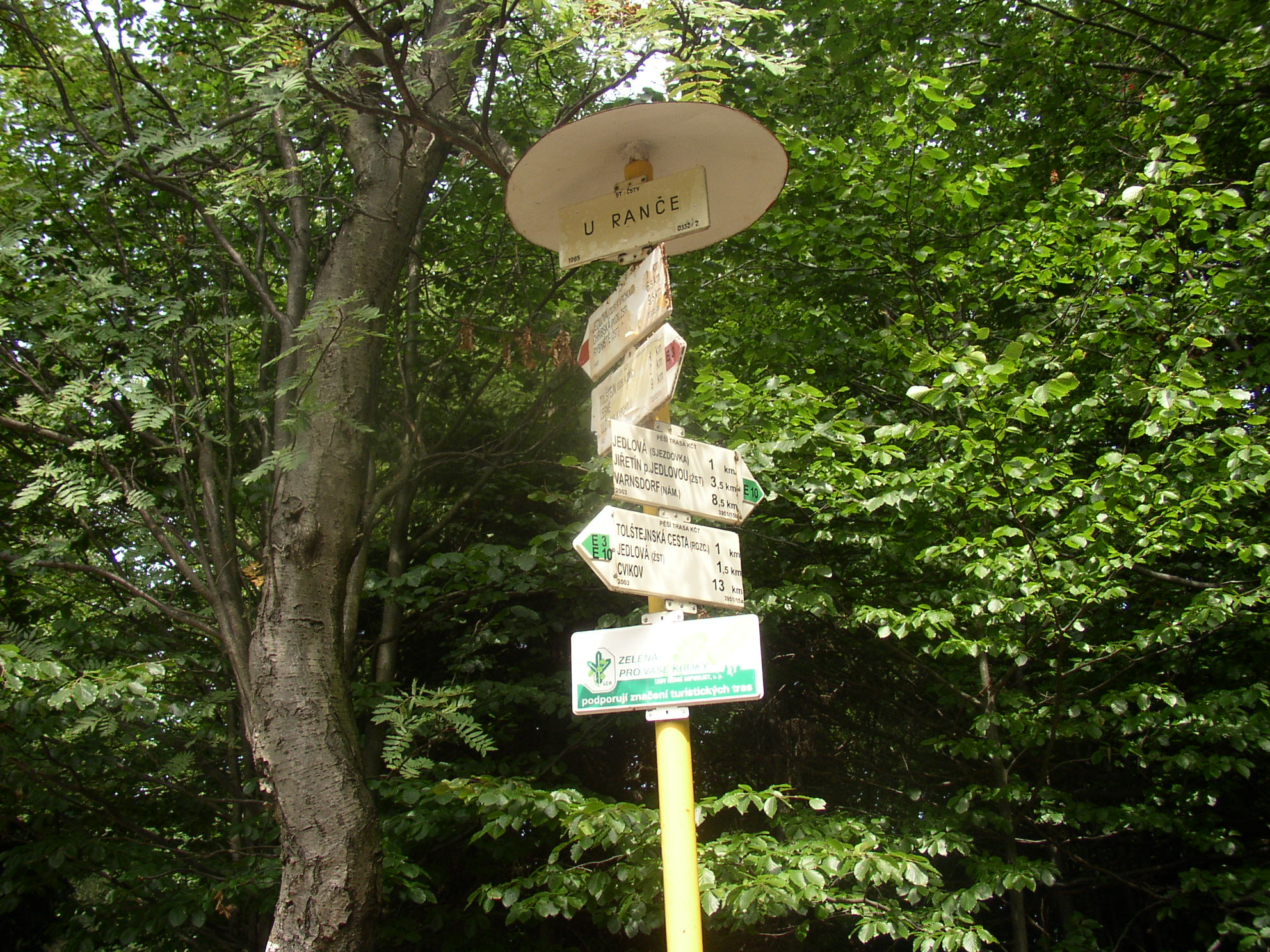
Turistický ukazatel na křižovatce evropských dálkových tras E3 a E10 u Ranche 7 D poblíž Jedlové

## Přehled tras
| Trasa | Délka        | Plánováno | Uskutečněno                                     |
| E1    | cca 4900 km  | Severní mys – Sicílie (Norsko – Švédsko – Dánsko – Německo – Švýcarsko – Itálie) | Grövelsjön (S) – Castelluccio (I)               |
| E2    | cca 4850 km  | Galway – Nizza (Skotsko – Anglie – Nizozemsko – Belgie – Lucembursko – Francie) | Hoek van Holland (NL) – Nizza (F)               |
| E3    | cca 6950 km  | Istanbul – Kap St. Vincent (Španělsko - Francie - Belgie - Lucembursko - Německo - Česko - Polsko - Slovensko - Maďarsko - Rumunsko - Bulharsko) Českou republikou prochází podél severní hranice od Krušných hor přes Labské pískovce, Lužické a Jizerské hory, Krkonoše, Orlické hory, Jeseníky a Beskydy. | Oradea (RO) – Santiago de Compostela (E)        |
| E4    | cca 10450 km | Kap St. Vincent – Kypr (Španělsko - Francie - Švýcarsko - Německo - Rakousko - Maďarsko - Bulharsko - Řecko) | Málaga (E) – Kréta (chybí úsek přes Rumunsko)   |
| E5    | cca 3050 km  | Pointe du Raz – Benátky (Francie - Švýcarsko - Německo - Rakousko - Itálie) | Pointe du Raz (F) – Verona (I)                  |
| E6    | cca 6030 km  | Kilpisjärvi – Dardanely (Finsko - Švédsko - Dánsko - Německo - Česká republika - Rakousko - Slovinsko - Řecko) | Norrtälje (S) – Koper (SLO)                     |
| E7    | cca 4330 km  | Lisabon – Ukrajina (Španělsko - Andorra - Francie - Itálie - Slovinsko - Maďarsko) | Monfortinho (P) – Nagylak (H)                   |
| E8    | cca 4390 km  | Dursey Head – Istanbul (Irsko - Anglie - Nizozemsko - Německo - Rakousko - Slovensko - Polsko - Bulharsko) | Dursey Head (IRL) – Beskiden (hranice PL/UA)    |
| E9    | cca 5000 km  | Kap St. Vincent – Estonsko-ruská hranice (Francie - Belgie - Nizozemsko - Německo - Polsko) | Hendaye (F) – Branievo (PL)                     |
| E10   | cca 2880 km  | Nuorgam – Tarifa (Německo - Česko - Rakousko - Itálie - Francie - Španělsko) Českou republikou prochází severojižním směrem po trase: Varnsdorf, Česká Lípa, Mělník, Praha, Písek, České Budějovice, Vyšší Brod-Studánky.                                                                                    | Rügen (D) – Ulldecona (E) (chybí úseky v I a F) |
| E11   | cca 2070 km  | Den Haag – Rusko (Nizozemsko - Německo - Polsko) | Den Haag (NL) – Masuren (hranice PL/LT)         |
| E12   | cca 2880 km  | Španělsko, Francie, Itálie |                                                 |